# Maki Tabata
Maki Tabata –en japonés, 田畑真紀, Tabata Maki– (Mukawa, 9 de noviembre de 1974) es una deportista japonesa que compitió en patinaje de velocidad sobre hielo. 
Participó en cinco Juegos Olímpicos de Invierno, entre los años 1994 y 2014, obteniendo una medalla de plata en Vancouver 2010, en la prueba de persecución por equipos (junto con Masako Hozumi y Nao Kodaira).
Ganó una medalla de bronce en el Campeonato Mundial de Patinaje de Velocidad sobre Hielo de 2000 y seis medallas en el Campeonato Mundial de Patinaje de Velocidad sobre Hielo en Distancia Individual entre los años 2000 y 2009.

## Palmarés internacional
| Juegos Olímpicos                           | Juegos Olímpicos                | Juegos Olímpicos  | Juegos Olímpicos        |
| Año                                        | Lugar                           | Medalla           | Prueba                  |
| ------------------------------------------ | ------------------------------- | ----------------- | ----------------------- |
| 2010                                       | Vancouver (Canadá)              | Medalla de plata  | Persecución por equipos |
| Campeonato Mundial                         |                                 |                   |                         |
| Año                                        | Lugar                           | Medalla           | Prueba                  |
| 2000                                       | Milwaukee (Estados Unidos)      | Medalla de bronce | Clasificación general   |
| Campeonato Mundial en Distancia Individual |                                 |                   |                         |
| Año                                        | Lugar                           | Medalla           | Prueba                  |
| 2000                                       | Nagano (Japón)                  | Medalla de bronce | 3000 m                  |
| 2001                                       | Salt Lake City (Estados Unidos) | Medalla de plata  | 1500 m                  |
| 2001                                       | Salt Lake City (Estados Unidos) | Medalla de bronce | 5000 m                  |
| 2003                                       | Berlín (Alemania)               | Medalla de plata  | 1500 m                  |
| 2005                                       | Inzell (Alemania)               | Medalla de bronce | Persecución por equipos |
| 2009                                       | Richmond (Canadá)               | Medalla de bronce | Persecución por equipos |